# Championnat de France masculin de volley-ball 1977-1978
Navigation
Saison précédente Saison suivante
Le Championnat de France de volley-ball Nationale 1 1977-1978 a opposé les huit meilleures équipes françaises de volley-ball.
L'Arago de Sète et le Stade français ont rejoint la Nationale 1 à l'issue de la saison 1976-1977.

## Listes des équipes en compétition
| \| Cannes Saint-Maur-des-Fossés Montpellier RC France Stade français Clamart Asnières-sur-Seine Sète \| Localisation des clubs engagés dans le championnat. |
| Cannes Saint-Maur-des-Fossés Montpellier RC France Stade français Clamart Asnières-sur-Seine Sète                                                           |

| Asnières Sports |
| AS Cannes       |
| CSM Clamart     |
| Montpellier UC  |
| Racing CF       |
| VGA Saint-Maur  |
| Arago de Sète   |
| Stade français  |

## Formule de la compétition
Championnat à poule unique, en matches aller-retour, sans play-offs.

## Saison régulière

### Classement
| # | Équipe                | Pts | J  | G  | P  | SP | SC | Diff |
| 1 | Racing Club de France | 27  | 14 | 13 | 1  | 39 | 13 | +26  |
| 2 | Asnières Sports       | 23  | 14 | 9  | 5  | 32 | 36 | -4   |
| 3 | CSM Clamart           | 21  | 14 | 7  | 7  | 29 | 29 | 0    |
| 4 | Arago de Sète         | 21  | 14 | 7  | 7  | 25 | 28 | -3   |
| 5 | Montpellier UC        | 20  | 14 | 6  | 8  | 31 | 29 | +2   |
| 6 | Stade français        | 20  | 14 | 6  | 8  | 25 | 28 | -3   |
| 7 | VGA Saint-Maur        | 19  | 14 | 5  | 9  | 24 | 32 | -8   |
| 8 | AS Cannes             | 17  | 14 | 3  | 11 | 19 | 39 | -20  |

## Bilan de la saison
| Tableau d'Honneur |                       |
| Compétition       | Vainqueur             |
| Nationale 1       | Racing Club de France |

| Qualifications européennes 1977-1978 |                       |
| Compétition                          | Qualifiés             |
| Coupe d'Europe des Clubs Champions   | Racing Club de France |
| Coupe des vainqueurs de Coupes       | Asnières Sports       |

| Promotions et relégations |                          |
| Relégués en Nationale 2   | VGA Saint-Maur AS Cannes |
| Promus de Nationale 2     | AS Grenoble CASG Paris   |